# Schweinfurthia pterosperma
Schweinfurthia pterosperma är en grobladsväxtart som först beskrevs av Achille Richard, och fick sitt nu gällande namn av Addison Brown. Schweinfurthia pterosperma ingår i släktet Schweinfurthia och familjen grobladsväxter. Inga underarter finns listade i Catalogue of Life.